# Fairmount (Colorado)
Fairmount es un lugar designado por el censo ubicado en el condado de Jefferson en el estado estadounidense de Colorado. En el Censo de 2010 tenía una población de 7.559 habitantes y una densidad poblacional de 471,19 personas por km².

## Geografía
Fairmount se encuentra ubicado en las coordenadas 39°47′33″N 105°10′16″O / 39.79250, -105.17111. Según la Oficina del Censo de los Estados Unidos, Fairmount tiene una superficie total de 16.04 km², de la cual 15.53 km² corresponden a tierra firme y (3.21%) 0.52 km² es agua.

## Demografía
Según el censo de 2010, había 7.559 personas residiendo en Fairmount. La densidad de población era de 471,19 hab./km². De los 7.559 habitantes, Fairmount estaba compuesto por el 95.32% blancos, el 0.21% eran afroamericanos, el 0.41% eran amerindios, el 1.67% eran asiáticos, el 0.07% eran isleños del Pacífico, el 0.99% eran de otras razas y el 1.34% pertenecían a dos o más razas. Del total de la población el 5.72% eran hispanos o latinos de cualquier raza.